# غرانت موريسون
غرانت موريسون (بالإنجليزية: Grant Morrison)‏ ( 1960  م) هو كاتب قصص مصورة، وكاتب، وكاتب خيال علمي، وكاتب مسرحي إسكتلندي، ولد في غلاسكو.

## التعليم
تعلم في Allan Glen's School ‏.

## جوائز
حصل على جوائز منها:
- عضو رتبة الإمبراطورية البريطانية.

## وصلات خارجية
- غرانت موريسون على موقع IMDb (الإنجليزية)
- غرانت موريسون على موقع الموسوعة البريطانية (الإنجليزية)
- غرانت موريسون على موقع ميوزك برينز (الإنجليزية)
- غرانت موريسون على موقع ديسكوغز (الإنجليزية)
- غرانت موريسون على موقع قاعدة بيانات الفيلم (الإنجليزية)
- غرانت موريسون في قاعدة بيانات الأفلام على الإنترنت